# キャンプ・コートニー

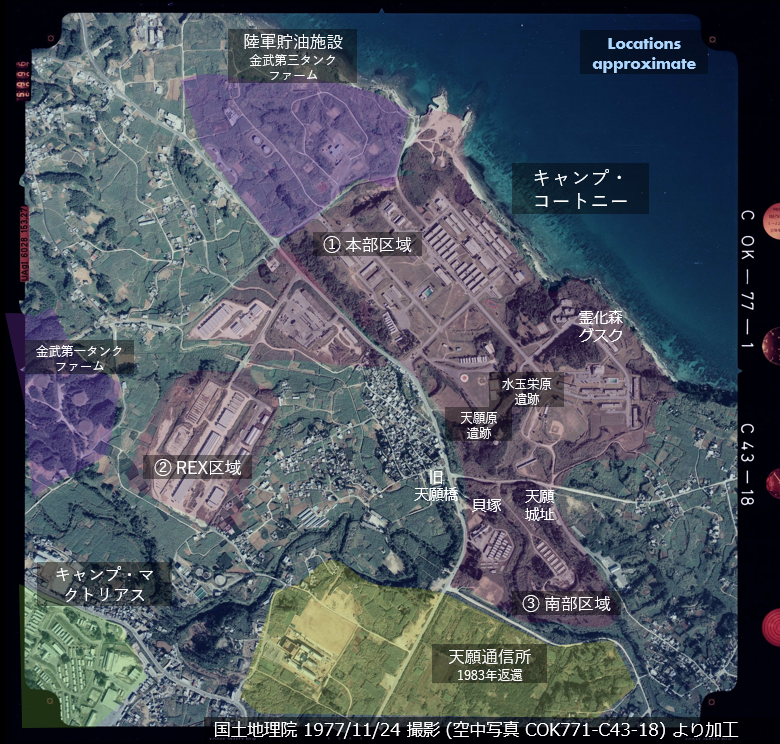
米軍基地がならぶキャンプ・コートニーとその周辺。

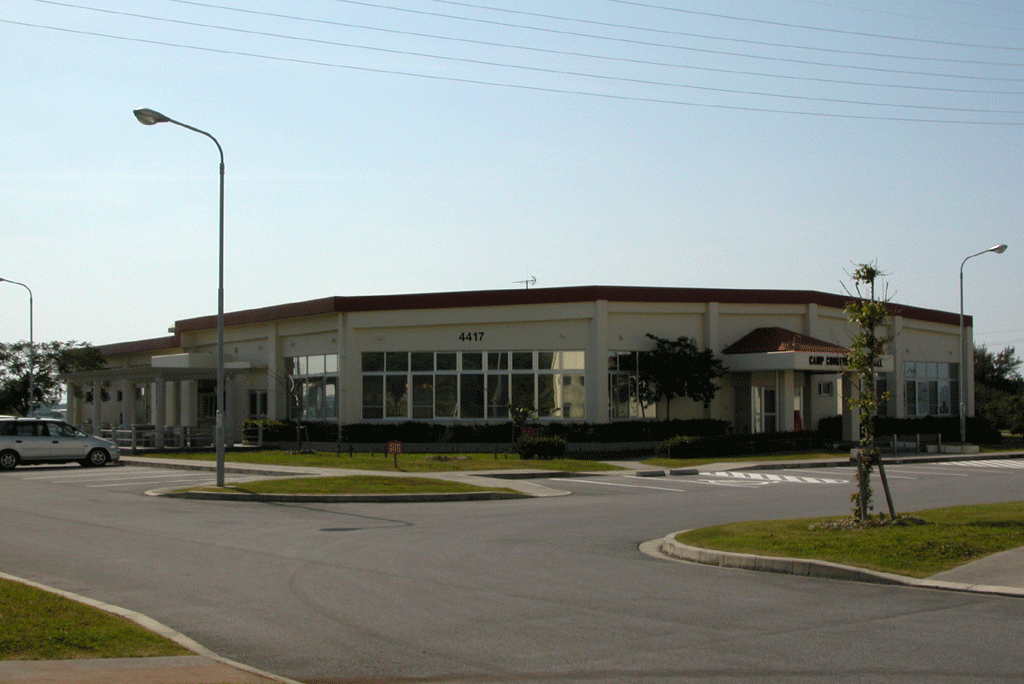
キャンプ・コートニーの食堂。

キャンプ・コートニー（英語: Camp Courtney）とは日本国沖縄県うるま市にあるアメリカ合衆国海兵隊の駐屯地である。第3海兵遠征軍と第3海兵師団の司令部がある。

## 概要
1956年1月、神奈川県横須賀市のキャンプ・マクギルから第3海兵遠征軍司令部が沖縄に移駐する際、うるま市天願で土地の接収がおこなわれ、「キャンプ・コートニー」が開設された。駐屯地名は1945年5月15日に沖縄戦シュガーローフの戦いで戦死し名誉勲章に叙されたヘンリー・A・コートニー海兵隊少佐にちなむ。
沖縄本島東岸、うるま市天願の北側に位置し、県道75号線の東にある。金武湾に面し、3区域分かれて施設が広がる。北には同じく米軍基地の天願桟橋と陸軍貯油施設、西側にキャンプ・マクトリアス、南には1983年まで天願通信所が隣接していた。
沖縄の海兵隊実働部隊第III海兵遠征隊 (IIIMEF) の司令部が置かれている。また、沖縄海兵隊基地 (MCB) キャンプ・バトラー8基地のひとつでもある。
基地内には、天願城と天願貝塚などの遺構があり、基地の中にあるため、まったく未調査のままである。どのように遺構が保存されているか不明。キャンプ・コートニーは天願城の麓南側に「テンガン・キャッスル」という厚生施設を建設し、スポーツセンターやセレモニー会場、バーやレストランとして使用している。

### 基本情報
- 総面積：1,339千m2 (内私有地：1,276千m2)
- 提供水域面積：1.47km2
- 地主数：1,052人（2019年現在）
- 年間賃借料：139,400万円（2018年度実績）
- 駐留軍従業員数：311人
- 管理部隊：在沖米海兵隊基地司令部
- 使用部隊：第3海兵遠征軍司令部、第3海兵遠征軍本部役務中隊、第31海兵遠征部隊、第3海兵師団司令部、第3海兵師団司令部大隊[2]

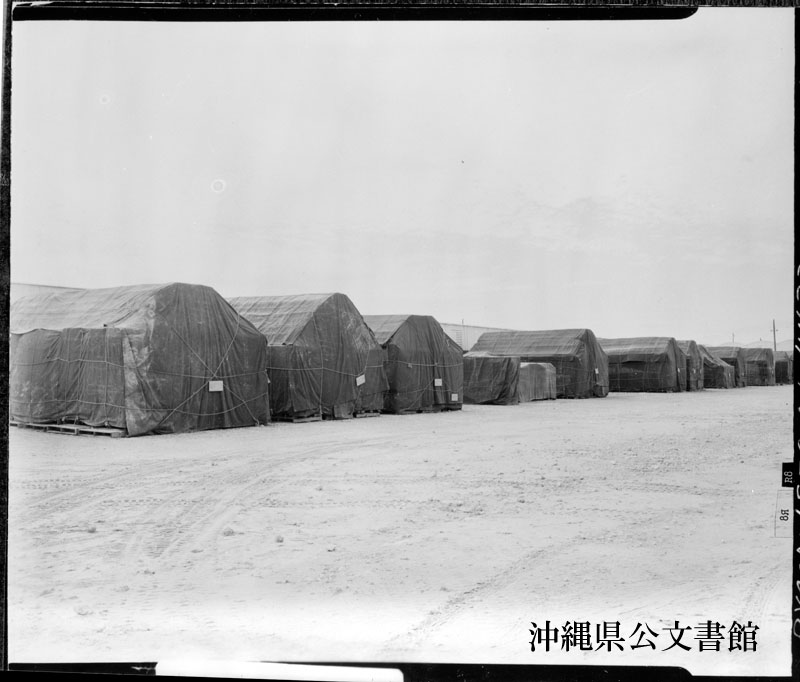
ライコムエクスチェンジ倉庫地区 (1951撮影)

### 区域
キャンプ・コートニーは➀本部区域 ➁REX区域 ➂ 南部区域に分かれている。
➀ 本部区域 ... 第3海兵遠征軍司令部、第3海兵師団司令部、司令部ビルが並び、その東側には宿舎や娯楽施設が続く。
➁ REX地区 ... かつてライコムエクスチェンジの倉庫地区があった。現在は南側のキャンプ・マクトリアスと一体で使用する各種コミュニティー施設がある。
➂ 南部区域 ... かつてキャンプ天願とよばれていた駐屯地、80年代の思いやり予算で米軍家族住宅の9階建て住宅や２階建て住宅、計434戸が建設されている。

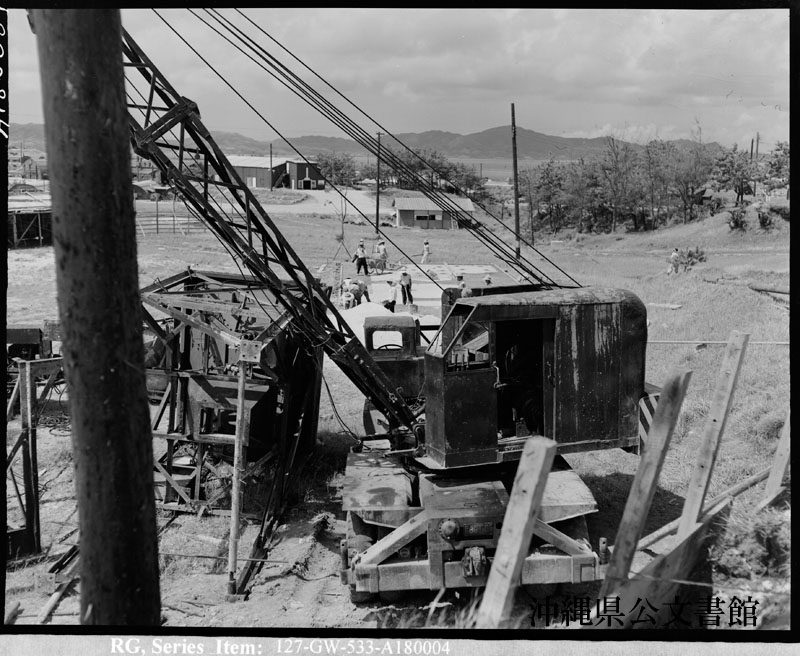
1956年8月23日、米海兵隊、キャンプ・コートニー建設のようす (沖縄県公文書館所蔵)

## 年表
1956年1月、神奈川県横須賀市のキャンプ・マクギル (Camp McGill) から米海兵隊第3海兵師団が移駐した。米軍のマスタープランに記載されている土地所有地図は、多くの私有地区画が基地として占領されたかを示している。
当初は当地の名をとってキャンプ天願 (Camp Tengan) という名称だった。最初に駐留した海兵隊部隊はコンセント・ハット、ニッセン・ハット、バトラー・ビルディングと呼ばれる兵舎を使用した。殆どの建物は「強い支え」があるとされていたが、その意味はコンクリートやコンクリートブロックが端部を固定し、ケーブルでその間を渡し、地面に据え付けたということである。また、木製のハリケーンシャッターが窓の外に備えられていた。これは、沖縄諸島に頻繁に襲来する台風から建物を防護するための処置であった。当初キャンプ天願に配置された部隊は司令部大隊、師団軍楽隊、トラック大隊であった。師団司令部は主に正門内側の1号通り沿いに無秩序に入居していた。幾つかの法務部のような部署は別の建物に入居していた。防空陣地は駐屯地至近に設営されていた。所在部隊は以前は月1度実弾訓練を実施していた。以下は『沖縄の米軍基地 平成20年3月』第8章による。
- 1945年：米陸軍の物資集積や兵舎として接収された。
- 1956年1月：本土の神奈川県横須賀市キャンプ・マクギルから第3海兵遠征軍司令部が移駐、具志川で建設が始まる。
- 1958年：米在沖海兵隊基地として使用。
- 1961年5月：川崎小学校付近にヘリコプターが墜落し、2人が死亡、5人が重傷を負う。
- 1965年10月：海兵隊司令部がキャンプ・マクトリアスから移転。
- 1969年11月：海兵隊司令部がキャンプ・マクトリアスへ再移転。
- 1971年6月30日：約396,000平方メートルを返還。
- 1974年5月：1971年6月に返還された敷地の一部約139,000平方メートルを海上自衛隊具志川送信所として使用開始。
- 1974年5月31日：採石場用地として約52000平方メートルを返還。
- 1983年10月31日：南側の敷地294,600平方メートルを返還する。翌11月1日住宅用地に使用するため238,100平方メートルを追加提供。以降、順次住宅、隊舎、宿舎等が建設されていく。
- 2006年1月31日：道路用地約9,000平方メートルを返還する。

キャンプ・コートニーから「返還」されたとする北側の757,000㎡のうち、169,000㎡は海上自衛隊沖縄基地隊具志川送信所として借上げされ、局舎とマイクロタワーやアンテナなどが設営された。また238,000㎡が米軍に再提供され、12,000㎡が河川や道路整備の公共事業のために使われている。東側の返還地については土地区画整理事業が実施され、住宅街が形成されている。

各司令部が集まっていることから、日本に駐留する海兵隊の中枢機能をになっている。司令部の他、ヘリパッド、礼砲台、将校クラブ、管理事務所、下士官宿舎、補給倉庫、車両修理工場、食堂、家族住宅、売店、劇場、スケートリンクなどが存在する。キャンプ・マクトリアスに在住する米兵は本駐屯地に勤務する者が多い。

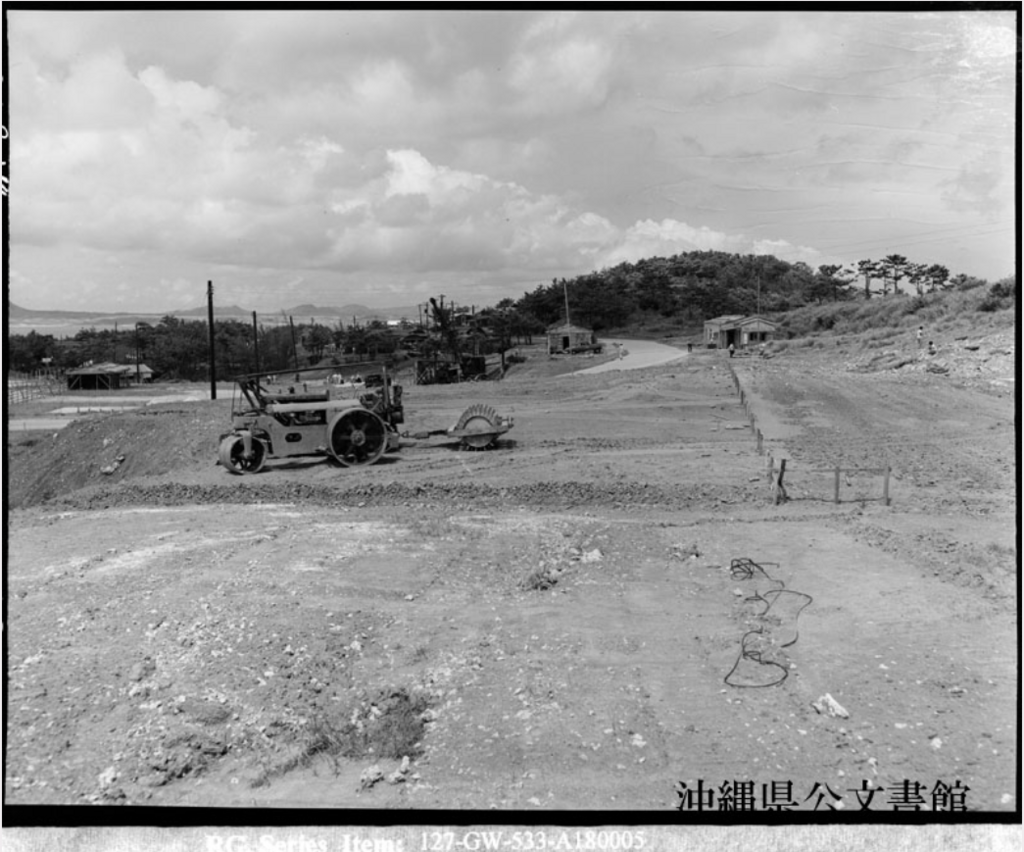
1956年、神奈川県のキャンプ・マクギルから移駐した海兵隊基地の建設が始まる。

### 提供水域
提供水域は第1水域と第2水域に区分される。第1水域は施設保安のため使用され、第2水域では水陸両用戦訓練が実施される。使用条件として、第2水域では実弾射撃は実施せず、空砲射撃のみ許可されている。水中爆破は認められていない。提供水域内で訓練を実施する場合、第11管区海上保安本部より警告が掲載される。
2001年6月、35年間使用されていたクレー射撃場のため、リーフ内に鉛弾約60トンが堆積していることが、1998年の海兵隊の調査で明らかになっていたと報じられた。海兵隊は2000年に提供水域内でのヒジキ採取を地元漁協に許可していたにもかかわらず、この調査結果を公表していなかったため、問題となった。環境省・防衛施設庁などで再調査が実施され、調査結果はヒジキを食しても人体に有害なレベルではないという結果となった。

## 遺構・遺跡
天願川をキャンプ・コートニーのフェンスのなかには、天願城や天願貝塚などの多くの遺構があるが、米軍は調査や遺構の保全を許可していない。米軍のマスタープランには、天願一族の墓があるとともに、霊化森には日本軍の陣地壕があったため、多くの日本兵が葬られていると記されている。
- 天願城 (土グスク、あるいは天願グスク) ... 米軍基地内にあるという経緯から現在までに発掘調査などは同じく基地内にある天願貝塚と同様に行われていない。
- 天願貝塚 ... 縄文時代後期（沖縄貝塚時代前期）の貝塚。貝塚から奄美の面縄東洞式土器や沖縄の伊波式土器、石斧も発見されているが、同じく調査は進んでいない。
- 霊化森 (ディーカムイ) グスクと日本軍の陣地跡 ... 日本軍の陣地壕と銃眼、住民の避難壕などがある。
- 水玉栄原遺跡
- 天願原遺跡

## 事件・事故
1960年2月19日 - 米軍の水タンクが破裂し、沖縄人1人が死亡し、3人重傷が重傷を負った。
2002年11月2日 - 沖縄米兵強制わいせつ未遂事件の舞台となった。この事件は日本のメディア、特に沖縄で大きな注目を集め、日米地位協定と治外法権の特権、そして日本の法制度と日本の警察の公正な裁判慣行についての議論を引き起こした。

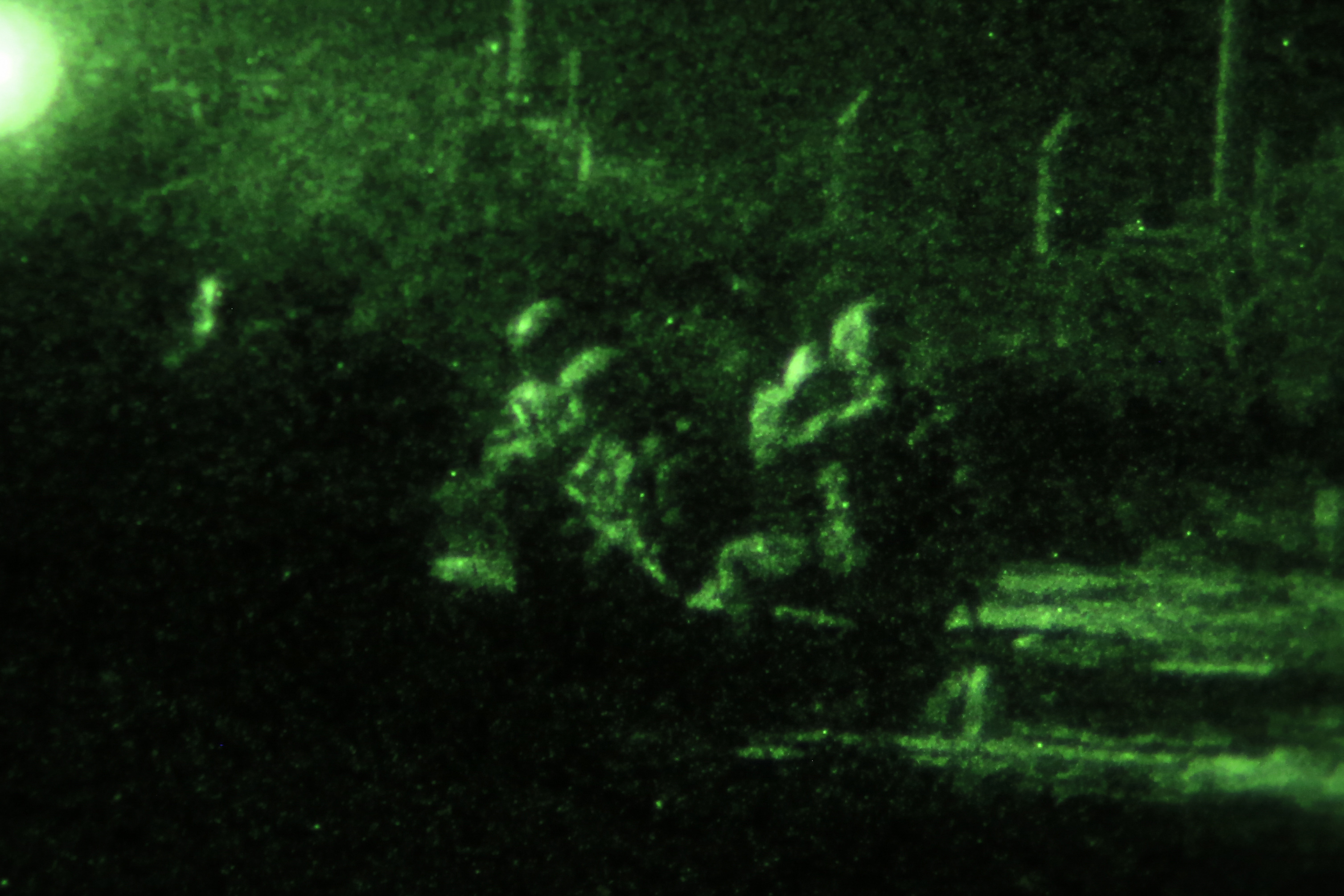
キャンプ・コートニーで行われている海兵遠征部隊 MEU の水陸両用夜間襲撃訓練。

## 訓練

キャンプ・コートニーの施設で行われている米海兵隊第三海兵隊遠征軍の化学、生物、放射線、核兵器対応シーバーン訓練 (CBRN) の様子。

キャンプ・コートニーでは、毎年、化学兵器、生物兵器、放射線、核兵器（CBRN）訓練を行っている。気密性のガス室で保護具を着用しながら一連のテストを実施する。あるいはどのように汚染物質を密封、梱包、および除去するかを野外で訓練する。

### イベント
毎年クリスマスシーズンには Camp Courtney Christmas Fest が開催される。その他、随時フリーマーケットが開かれる。他に軍用機の展示会や具志川祭りなど地元祭事への参加もある。